# Marjan Britovšek
Marjan Britovšek, slovenski zgodovinar, historični sociolog, publicist, urednik in univerzitetni profesor, * 23. avgust 1923, Slovenj Gradec, † 8. december 2008, Ljubljana

## Življenje
Osnovno šolo je obiskoval v rodnem Slovenj Gradcu, klasično gimnazijo v Mariboru, kjer je doživel nemško okupacijo (aprila 1941). Vojna leta je prebil na strani NOB (mdr. je bil urednik in dopisnik mladinskih listov). Po vojni je študiral zgodovino na ljubljanski Filozofski fakulteti in diplomiral junija 1949. Interdisciplinarni podiplomski študij (s katerim je naredil most k sociologiji) je opravil na tedaj elitnem jugoslovanskem Inštitutu za družbene vede v Beogradu (1949–1951), tj. bilo v času vrhunca jugoslovanskega spora z informbirojem/Stalinom in iskanja lastne jugoslovanske poti v socializem. »Brez tega 'kopernikanskega' političnega in družbenega preobrata na jugoslovanskih tleh, zagotovo ne bi bilo njegovih kasnejših študij o stalinizmu (Lešnik, v Britovšek, 2015, str. 8).
Poklicno univerzitetno pot je začel najprej kot asistent (1951–1962) na Oddelku za zgodovino Filozofske fakultete Univerze v Ljubljani, kjer je maja 1960 tudi doktoriral z disertacijo Pomen in razkroj srenjskih zemljišč in služnostnih pravic na Kranjskem od 16. do konca 19. stoletja (mentor akad. Fran Zwitter), nato kot univerzitetni učitelj. Katedro za pedagoško in znanstveno delo mu je dal leta 1962 Oddelek za sociologijo, ustanovljen l.1960 na ljubljanski Filozofski fakulteti (gl. Lešnik, 2011), potem ko je bil – po opravljenem habilitacijskem delu Stališča mednarodnega delavskega gibanja do vojne in kolonialnega vprašanja (1848–1918) – izvoljen v naziv docenta za socialno zgodovino 19. in 20. stoletja (s posebnim ozirom na zgodovino delavskega gibanja). Predmet je znanstveno razvijal in ga predaval vse do upokojitve (1993), od 1970 kot izredni in od 1975 kot redni profesor. Študijsko se je izpopolnjeval in raziskoval na Dunaju, v Beogradu, Berlinu, Leipzigu, Moskvi in Amsterdamu.
Kot mednarodno uveljavljeni raziskovalec delavskega gibanja, še posebej stalinizma, je z referati sodeloval na številnih domačih in mednarodnih konferencah in simpozijih ter bil član uredniških odborov/svetov revij: Prispevki za zgodovino delavskega gibanja (1960–1976), Prilozi za istoriju socijalizma (Beograd), Međunarodni radnički pokret (Beograd), The International Newsletter of Communist Studies /INCS/ (med ustanovitvenimi člani, 1992); knjižnih izdaj: Vodnik skozi čas in družbo (1960), Marks-Engels: Dela (Beograd, 1964–1979), Lenin: Izbrana dela, 1–3 (1977–1981), Komunistička internacionala: Stenogrami i dokumenti kongresa, 1–12 (Beograd, 1981–1983), zbornika Slovenski študenti v boju za narodno in socialno osvoboditev 1919–1941 (1987) ter slovenske redakcije Enciklopedije Jugoslavije (1983–1989); bil je sodelavec International Institute of Social History v Amsterdamu (v projektu Kominterna) in med ustanovitelji (1992) asociacije The European Workshop of International Historical Research on Comintern, Communism and Stalinism (izdajatelj INCS).

## Delo in priznanja
Britovšek velja za enega najplodovitejših zgodovinarjev svoje generacije. Njegov znanstveni in publicistični opus – 17 knjig in prek 160 razprav, objavljenih doma in v tujini (gl. Cindrič, 1996) – časovno in tematsko zaobsega štiri področja. Sprva se je raziskovalno ukvarjal s problemskimi vprašanji slovenske agrarne in socialne zgodovine v času propadanja fevdalizma in širjenja kapitalizma. S tega (prvega) področja je napisal doktorsko disertacijo, ki je dopolnjena in razširjena izšla v knjižni izdaji pod naslovom Razkroj fevdalne agrarne strukture na Kranjskem (1964). Knjiga načenja vrsto problemov in kategorij, s katerimi se ukvarja še posebej historična sociologija (družbena struktura, procesi, odnosi, modernizacija idr.). Delo – deloma ga je predstavil tudi v mednarodnem prostoru (1970) – je v celoti zasnovano na arhivskem gradivu in še danes sodi med redkejša (tako po sistematiki kot po globini) v slovenskem gospodarskem zgodovinopisju (gl. Lazarević, 2012, str. 120–122).
Drugo področje Britovškovega raziskovanja so študije o revoluciji 1848 v Avstriji in revolucionarni dejavnosti Radovljičana Antona Fistra/Füstra (1808–1881), Prešernovega in Slomškovega sodobnika, profesorja teologije in pedagogike na dunajski univerzi, vojnega kurata akademske legije, radikalnega poslanca v avstrijskem ustavodajnem parlamentu, dolgoletnega emigranta v ZDA, »človeka, ki je daleč presegal kakršenkoli provincializem in bil med najbolj izobraženimi Slovenci svojega časa« (Jerman, 1987, str. 66). Raziskovalni rezultat Britovškovega dela v dunajskih arhivih in bibliotekah je bila monografija Anton Füster in revolucija 1848 v Avstriji (1970). »To je poleg Apihove knjige o Slovencih v 1848. letu (1888) ter Malovega prikaza v Zgodovini slovenskega naroda (1934–1936), tretji najobsežnejši opis Slovencev v marčni revoluciji« (Melik, 1989, str. 120). Na Britovškova prizadevanja je bila 29. marca 1979 na Fistrovi rojstni hiši v Radovljici odkrita spominska plošča in hkrati organiziran znanstveni seminar z naslovom Dr. Anton Fister v revoluciji 1848 - vloga in pogledi (ur., 1980); njegova je bila tudi pobuda za izdajo Izbranih spisov Antona Fistra v 4. knjigah (Ljubljana 1987–1998).
S tretjim, zgodovino modernega evropskega delavskega gibanja, in četrtim področjem raziskovanja, stalinizma in frakcijskih spopadov v Sovjetski zvezi in Kominterni, se je Britovšek umestil med tiste redke slovenske zgodovinarje, ki so pri raziskovanju zgodovine presegli nacionalne meje (gl. Vodopivec, 2001, str. 171). Osrednjo pozornost je namenil začetkom delavskega gibanja, njegovi organski in organizacijski rasti ter še posebej njegovim različnim idejnim smerem v okviru prve in druge internacionale. Napisal je vrsto študij, ki so bile večinoma objavljene v slovenskih in jugoslovanskih revijah; izpostaviti velja razpravo Zgodovinski oris (op. kontroverznih) stališč  Marxa in Engelsa do slovanskih  narodov (1971), ki je izšla tudi v srbskem (Beograd 1972) in nemškem prevodu (Hamburg 1996) ter knjigi Stavovi druge internacionale  prema  ratu  i kolonialnom pitanju (Beograd 1965) in Revolucionarni idejni preobrat med prvo svetovno vojno (1969).
Četrto področje, ki je bilo v širši javnosti tudi najbolj odmevno in aktualno, je bilo njegovo raziskovanje stalinizma in destalinizacije v Sovjetski zvezi. Brez dvoma je bil Britovšek prvi slovenski zgodovinar, ki se je sistematično in znanstveno začel ukvarjati s tem obdobjem, hkrati pa je veljal za največjega slovenskega/jugoslovanskega poznavalca frakcijskih spopadov v bivši Sovjetski zvezi in v Kominterni. S svojimi analizami, oprtimi na arhivsko in dokumentarno gradivo, ki ga je preučeval v evropskih arhivih in bibliotekah, »se je uvrstil med ugledne mednarodne raziskovalce stalinizma« (Čarni, 1996, str. 14; Bayerlein, 2009). V ospredju njegovih tovrstnih objav stojijo štiri obsežne knjige: Boj za Leninovo dediščino (Ljubljana 1976; Zagreb 1981 /hrvaški prevod/), Carizem – revolucija – stalinizem (Ljubljana 1980), Korenine stalinizma in negativne posledice kulta osebnosti (Ljubljana 1980) ter Stalinov termidor (Ljubljana 1984, Praga 1991 /češki prevod/). Vsa navedena dela »temeljijo na neposrednih raziskavah, in so vsaj enakovredna, če ne boljša od mnogih del svetovnih avtorjev« (Repe, 2003, str. 193); »vrednost Britovškovega raziskovalnega dela na tem segmentu sodobne zgodovine je še posebno v tem, da naša zgodovinska zavest ni bila obremenjena s političnimi pogledi in enostranskimi razlagami sovjetskega zgodovinopisja, kot je bilo to v drugih socialističnih državah« (Cvetković, 1996, str. 19).
Na vprašanje »Ali je možna obnovitev komunizma v Rusiji?«, je Britovšek odgovoril: 
Komunizem je evropski pojav, to je socialna demokracija, to je 200 let razvoja, to ni le Marx, to so korenine iz francoske revolucije. Veste, Stalin je (s svojim termidorjem) uničil komunizem. Komunizem stalinskega formata se ne more več ponoviti. To je najbolj brutalna oblika uničenja človeške individualnosti, pridobitve francoske revolucije. (iz intervjuja, Nežmah, 1994, str. 24).
Za svoje znanstvenoraziskovalno, pedagoško in javno delovanje je prejel vrsto nagrad, odlikovanj in priznanj, mdr. dvakrat nagrado Sklada Borisa Kidriča (l. 1970 za delo Revolucionarni idejni preobrat med prvo svetovno vojno in l. 1978 za delo Boj za Leninovo dediščino), veliko priznanje Filozofske fakultete v Ljubljani (1989) in naziv zaslužnega profesorja Univerze v Ljubljani (1994). Matični Oddelek za sociologijo FF UL pa se mu je oddolžil za dolgoletno in ustvarjalno delo s priložnostnim zbornikom, mednarodno izdajo 50-ih zgodovinskih in socioloških razprav, s skupnim naslovom Kriza socialnih idej. Britovškov zbornik (1996), saj problematika socialnih idej simbolizira celotni Britovškov znanstveni opus.

## Izbrana bibliografija
- Razkroj fevdalne agrarne strukture na Kranjskem (1964) (COBISS)
- Stavovi Druge internacionale prema ratu i kolonijalnom pitanju (Beograd 1965) (COBISS)
- Revolucionarni idejni preobrat med prvo svetovno vojno. Lenin v boju za III. internacionalo (1969) (COBISS)
- Anton Füster in revolucija 1848 v Avstriji (1970) (COBISS)
- The process of individualization of agriculture in Carniola in the second half of the nineteenth century. East European quarterly 3 (University of Colorado, 1970), 4, str. 469–488 (COBISS)
- Zgodovinski oris stališč Marxa in Engelsa do slovanskih narodov. V: Simpozij Aktualnost misli Hegla, Marxa, Engelsa in Lenina v družbenem življenju in znanosti XX. stoletja (ur. Ivan Hvala) (1971), str. 266–297 (COBISS); Izbrani spisi (2015), str. 181-222 (COBISS)
- De la genèse historique du »Manifeste du parti communiste« (Beograd 1974) (COBISS)
- Boj za Leninovo dediščino, I–II (1976) (COBISS)
- Carizem, revolucija, stalinizem. Družbeni razvoj v Rusiji in perspektive socializma, I–II (1980) (COBISS)
- Korenine stalinizma in negativne posledice kulta osebnosti v graditvi socializma (1980) (COBISS)
- Dr. Anton Fister v revoluciji 1848 – Vloga in pogledi. Gradivo z znanstvenega simpozija (ur.) (1980) (COBISS)
- Borba za Lenjinovo nasleđe, I–II (Zagreb 1981) (COBISS)
- Stalinov termidor (1984) (COBISS)
- Stalinův termidor (Praha, 1991) (COBISS)
- Die Dilemmata des 'Neuen Kurses' von Leon Trotzki. V: Leo Trotzki. Kritiker und Verteidiger der Sowjetgesellschaft (Mainz 1993), str. 194–207 (COBISS)
- Die slawische Nationalbewegung und die Perspektiven der Revolution. V: Zwischen Utopie und Kritik (Hamburg 1996), str. 140–156 (COBISS)
- Stalins und Bucharins Vision des Sozialismus. V: Ausblicke auf das vergangene Jahrhundert. Die Politik der internationalen Arbeiterbewegung von 1900 bis 2000 (Hamburg 1996), str. 49–58 (COBISS)
- Socialna zgodovina – Historična sociologija. Izbrani spisi (ur. Avgust Lešnik) (2015) (COBISS)